# Corrhenes funesta
Corrhenes funesta là một loài bọ cánh cứng trong họ Cerambycidae.